# Đôn Tuấn Phong
Đôn Tuấn Phong (sinh tháng 7 năm 1970) là một nhà ngoại giao, chính trị gia người Việt Nam. Ông là Đại biểu Quốc hội Việt Nam khóa XIV, XV, thuộc đoàn đại biểu quốc hội tỉnh An Giang, Phó Chủ nhiệm Ủy ban Đối ngoại của Quốc hội. Năm 2016, ông trúng cử Đại biểu Quốc hội ở đơn vị bầu cử số 4 (gồm thành phố Châu Đốc, thị xã Tân Châu và các huyện Tri Tôn, Tịnh Biên, An Phú). Năm 2021, ông trúng cử Đại biểu Quốc hội tại đơn vị bầu cử số 3 (gồm thành phố Châu Đốc và các huyện Tri Tôn, Tịnh Biên, An Phú, Châu Phú).

## Xuất thân
Sinh tháng 7 năm 1970, tại huyện Quốc Oai, TP Hà Nội.

## Giáo dục
- Tiến sĩ Kinh tế (Học viện Chính trị Quốc gia Hồ Chí Minh).
- Lý luận Chính trị Cao cấp (Học viện Chính trị Quốc gia Hồ Chí Minh).
- Thạc sĩ Kinh tế phát triển (Đại học Bradford, Anh).
- Cử nhân Ngoại ngữ (Đại học Quốc gia Hà Nội).

## Sự nghiệp
- Từ năm 1993 – 2003, ông làm việc tại Ban Điều phối Viện trợ nhân dân (PACCOM) thuộc Liên hiệp các tổ chức hữu nghị Việt Nam với vị trí chuyên viên.
- Từ năm 2004 – 2013, ông lần lượt được bổ nhiệm vào các vị trí Phó Trưởng ban rồi Trưởng ban Ban Điều phối Viện trợ nhân dân, Trưởng ban Ban Tổ chức - Cán bộ, Phó Chủ tịch chuyên trách Liên hiệp các tổ chức hữu nghị Việt Nam (từ 4/2012).
- Năm 2013, ông được phân công kiêm nhiệm Phó Chủ nhiệm Ủy ban Công tác về các tổ chức phi chính phủ nước ngoài.
- Từ 2014 - 2015, ông giữ các chức vụ Ủy viên Đảng đoàn, Bí thư Đảng ủy, Phó Chủ tịch kiêm Tổng Thư ký Liên hiệp các tổ chức hữu nghị Việt Nam, kiêm Trưởng ban Ban Tổ chức-Cán bộ; Phó Chủ nhiệm Ủy ban Công tác về các tổ chức phi chính phủ nước ngoài.
- Năm 2016, ông được bầu làm Đại biểu Quốc hội, đơn vị bầu cử số 4, tỉnh An Giang (gồm thành phố Châu Đốc, thị xã Tân Châu và các huyện Tri Tôn, Tịnh Biên, An Phú).
- Từ 2016 - 7/2019, ông là Đại biểu Quốc hội khóa XIV, Ủy viên Ủy ban Đối ngoại của Quốc hội; Ủy viên Đảng đoàn (phụ trách Đảng đoàn từ 2016-2018), Bí thư Đảng ủy, Phó Chủ tịch kiêm Tổng Thư ký (Phó Chủ tịch kiêm Tổng Thư ký phụ trách từ 2016-2018) Liên hiệp các tổ chức hữu nghị Việt Nam; Phó Chủ nhiệm Ủy ban Công tác về các tổ chức phi chính phủ nước ngoài.
- Từ 01/8/2019, ông được điều động, phê chuẩn giữ chức Uỷ viên Thường trực Ủy ban Đối ngoại của Quốc hội.
- Từ 7/2021, ông được phê chuẩn giữ chức Phó Chủ nhiệm Ủy ban Đối ngoại của Quốc hội. 